# Diploma Ioaniților

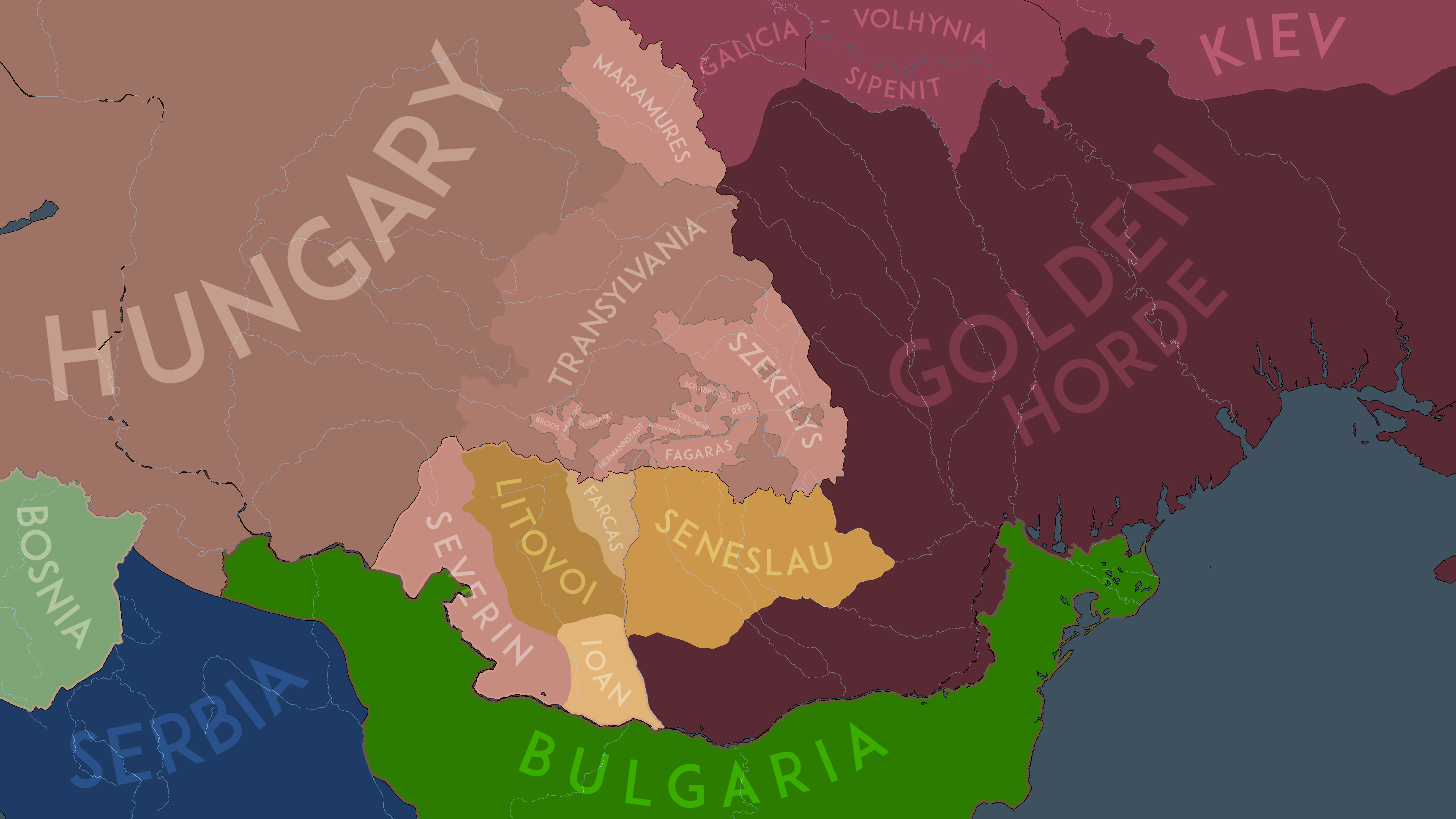
Spațiul Carpato-Danubiano-Pontic în 1246 AD, așa cum este descris în Diploma Ioaniților.

Diploma Cavalerilor Ioaniți, acordată acestora de regele Ungariei Béla al IV-lea, oferă prețioase știri despre existența voievodatelor și a cnezatelor românești conduse de voievozii Litovoi și Seneslau și de cnezii Ioan și Farcaș, precum și despre dezvoltarea economică a Țării Românești, ai cărei locuitori se ocupau cu agricultura, creșterea vitelor și pescuitul. Tot din Diploma Ioaniților rezultă că din timpuri străvechi se cunoștea tehnica amenajărilor funciare (diguri, iazuri de mare amploare).

## Diploma emisă de regele ungar Béla al IV-lea
"Cavalerilor Ioaniți la 2 iunie 1247
În numele Sfintei Treimi una și nedespărțită, Amin.
Bela, din mila lui Dumnezeu regele Ungariei, Dalmației, Croației, Ramei, Serbiei, Galiției, Lodomeriei și Cumaniei de-a pururea …
… Așa dar, mânați de acest gând, după o îndelungată sfătuire cu fruntașii și baronii regatului nostru, ne-am oprit la această hotărâre luată dimpreună cu venerabilul bărbat Rembald, 
marele preceptor al casei Ospitalierilor din Ierusalim, din părțile de dincoace de mare, cu privire la repopularea regatului nostru, 
care prin năvălirea dușmănoasă a națiunii barbare numită tartari, a îndurat mare pagubă, atât prin pierderea bunurilor, cât și prin uciderea locuitorilor, 
că deoarece acel preceptor în numele casei Ospitalierilor s-a îndatorat de bună voie, pe sine și casa Ospitalierilor, să ia armele pentru ajutorarea regatului nostru 
în vederea apărării credinței creștine, potrivit cu actul scris mai jos, 
și să ne dea sfat și ajutor credincios pentru popularea țării noastre, 
și să se supună și la celelalte îndatoriri ce se vor arăta îndată în această scrisoare, 
îi dăm și îi dăruim lui și prin dânsul numitei case întreaga țară a Severinului împreună cu munții ce țin de ea și cu toate celelalte ce atârnă de ea, 
precum și cnezatele lui Ioan și Farcaș, până la râul Olt, afară de teritoriul cnezatului voievodului Litovoi, pe care îl lăsăm olatilor așa cum l-au stăpânit aceștia și până acum. 

Totuși în așa fel încât jumătate din toate foloasele și veniturile și slujbele din întreaga țară a Severinului amintită mai sus, și din cnezatele numite mai sus, 
să o păstrăm pe seama noastră și a urmașilor noștri, 
cealaltă jumătate căzând în folosul casei pomenite mai sus, afară de bisericile clădite și cele ce se vor clădi în toate teritoriile sus zise, 
din veniturile cărora nu păstrăm nimic pe seama noastră, rămânând totuși neatinse cinstea și drepturile arhiepiscopilor și episcopilor pe care știe că le au, 
lăsând deoparte și toate morile dintre hotarele țărilor amintite atât cele clădite cât și cele ce se vor clădi, 
în afară de cele din țara Lytua, precum și toate clădirile și semănăturile făcute cu cheltuiala fraților zisei case, 
și fânețele și pășunile pentru vitele și oile lor, și pescăriile care sunt acum în ființă sau care se vor face de către ei, 
care toate vrem să se oprească în întregime în folosul fraților acestora, 
afară de pescăriile de la Dunăre și iazurile de la Celei pe care le păstram împreună pe seama noastră și a lor. 

Și mai îngăduim ca jumătate din toate veniturile și foloasele ce se vor strânge pe seama regelui de la olatii ce locuiesc în țara Lytua, în afară de țara Hațegului cu cele ce țin de ea, să le culeagă sus zisa casă. 

Mai voim ca amintiții olati să ajute pe sus zișii frați cu mijloacele lor ostășești întru apărarea țării și înfrângerea și pedepsirea atacurilor ce ni s-ar aduce de către străinii, 
iar din partea lor acești frați să fie datori la prilejuri asemănătoare să le dea lor sprijin și ajutor, pe cât le va sta în putință. 

Pe lângă acestea, din sarea ce le-am îngăduit să ducă în chip îndestulător spre folosința acelei țări și a părților dinspre Bulgaria, Grecia și Cumania, 
din orice ocnă din Ultrasilvana de unde vor putea mai ușor să o scoată cu cheltuiala dimpreună a noastră și a lor, fără atingerea întru nimic a dreptului episcopal; 
tot astfel și din banii ce vor umbla acolo din voința regelui și hotărârea preceptorului acestei case, ce va fi în slujbă în acea vreme, 
jumătate o păstrăm pe seama noastră, precum s-a spus mai sus și despre celelalte venituri, cealaltă jumătate având a fi îndreptată spre folosul zisei case, fără atingerea drepturilor bisericilor. 

De asemenea, rânduielile pe care le va fi hărăzit zisa Casă nobililor și altora venind din alte părți să locuiască în ținuturile amintite, atât în privința libertăților lor cât și a judecăților, 
precum și hotărârile judecătorești pe care le vor fi rostit împotriva acelora, le vom încuviința și întări, fără atingerea părții noastre din folosințele ieșind de acolo, 
cu acest adaos că de se va rosti vreo osândă <într-o pricină de> vărsare de sânge împotriva mai marilor țării, și ei se vor simți nedreptățiți, să poată face apel la Curtea noastră. 

Mai adăugăm că dacă ar veni vreo oaste asupra regatului nostru, de care lucru să ne ferească Dumnezeu, a cincea parte din ostașii țării amintite să fie datori a veni în oastea noastră și a porni la război pentru apărarea țării noastre. 

Dar dacă vom îndrepta oaste spre Bulgaria, Grecia, și Cumania va purcede a treia parte din cei în stare a merge la război, și din prada de război, atât cea mișcătoare cât și cea nemișcătoare, 
numita casă își va primi partea sa după numărul ostașilor din Severin, precum și a armelor lor. 

Pe lângă aceasta am dăruit amintitului preceptor, și printr-însul casei Ospitalierilor, toată Cumania, de la râul Olt și munții Ultrasilvanei, sub aceleași îndatoriri ce sunt arătate mai sus cu privire la țara Severinului, 
în afară de țara lui Seneslau, voievodul olatilor, pe care le-am lăsat-o acelora așa cum au stăpânit-o și până acum, și întru totul sub toate acele îndatoriri, rânduite mai sus, cu privire la țara Lytua. ..."

## Act de danie din 1285
Ladislau al IV-lea Cumanul - 8 ianuarie 1285
„Și, în sfârșit, când, fiind încă copil, începusem noi a domni după moartea prea iubitului nostru tată, iar voievodul Litovoi, împreună cu frații săi, în infidelitatea sa, 
ocupase pentru sine o parte din regatul nostru existentă dincolo de munți și cu toate avertismentele noastre nu s-a îngrijit să plătească veniturile ce ni se cuveneau din acea parte, 
l-am trimis împotriva lui pe des-numitul magistru Georgius, care, luptând împotriva aceluia cu cea mai mare credință, l-a ucis pe el, iar pe fratele lui, cu numele Barbat, l-a luat în captivitate și ni l-a adus nouă; 
pe deasupra, pentru răscumpărarea acestuia noi am stors o sumă nu mică de bani și astfel prin serviciile acestui magistru Georgius a fost reașezat iar tributul nostru din acele părți. [...]”

## Act de danie din 1324
Carol Robert - 26 iulie 1324
„Așadar, noi, care, din slujba cârmuirii pe care am luat-o asupra noastră, suntem datori să păzim pe fiecare în dreptul său, ascultând cu luare aminte rugămintele magistrului Martinus 
și amintindu-ne meritele și slujbele credincioase pe care ni le-a adus, și ni le-a făcut nouă și regatului nostru, neobosit, împreună cu fiii lui, cu vărsarea sângelui său și râvna celei mai mari credințe, 
pentru înălțarea domniei și a slavei noastre, în felurite expediții și treburi ale noastre, și îndeosebi în expediția noastră pe care am făcut-o spre Zagreb și în altă expediție pe care am avut-o sub cetatea Mehadia, 
unde, îndeosebi prin grija sa devotată și slujba sa credincioasă, am redobândit și am supus stăpânirii noastre cetatea pe care o ținea Ioan, fiul banului Teodor, răzvrătit împotriva maiestății noastre; 
de asemenea, în lupta cu oștile foarte multe ale theutonilor și bohemilor care au încercat prin lovituri dușmănoase să treacă hotarele țării noastre; 
de asemenea, prin purtarea soliilor noastre, în mai multe rânduri, la Basarab, voievodul nostru al Transalpinei, unde și-a îndeplinit slujba soliei sale în chip credincios și vrednic de laudă, voind să răsplătim prin bunăvoința regească slujbele sale atât de multe și însemnate, am întors <...>, magistrului Martinus <...> moșia Dawar, împreună cu susnumitul pământ Pelynteluk, ce ține de aceea susnumită pentru a o stăpâni în veci <...>”